# Rivière à Philias
Pour les articles homonymes, voir Philias.
La rivière à Philias est un affluent de la rivière Portneuf, coulant sur la rive Nord-Ouest du fleuve Saint-Laurent, dans la municipalité de Portneuf-sur-Mer, dans la municipalité régionale de comté (MRC) de La Haute-Côte-Nord, dans la région administrative de la Côte-Nord, dans la Province de Québec, au Canada.
À partir de la route 138, le chemin de la Rivière des Cèdres remonte par la rive Sud la vallée de la rivière Portneuf (Côte-Nord), en passant devant l’embouchure de la rivière à Philias. Une route forestière secondaire dessert la vallée de la rivière à Philias,,.
La foresterie constitue la principale activité économique du secteur ; les activités récréotouristique, en second.
La surface de la rivière à Philias est habituellement gelée de la fin novembre au début avril, toutefois la circulation sécuritaire sur la glace se fait généralement de la mi-décembre à la fin mars.

## Géographie
Les principaux bassins versants voisins de la rivière à Philias sont :
- côté Nord : ruisseau Ruelle, rivière Noire (rivière Portneuf), rivière du Sault aux Cochons ;
- côté Est : Petite rivière Noire (rivière Portneuf), Petite rivière Marguerite, Estuaire du Saint-Laurent ;
- côté Sud : rivière Portneuf (Côte-Nord), rivière à la Truite (La Haute-Côte-Nord), baie de Mille-Vaches, estuaire du Saint-Laurent ;
- côté Ouest : rivière Portneuf (Côte-Nord), rivière des Cèdres (rivière Portneuf), ruisseau Montisembeau, ruisseau Marcoux, ruisseau Poisson, rivière Rocheuse (rivière Portneuf)[1].

La rivière à Philias prend sa source du côté Ouest d’une zone de marais en zone forestière. Cette source de la rivière est située à 3,8 km au Sud-Ouest d’une courbe de la rivière du Sault aux Cochons ; à 4,1 km au Nord de l’embouchure de la rivière à Philias (confluence avec la rivière Portneuf (Côte-Nord) ; à 10,2 km au Nord-Ouest de la confluence de la rivière Portneuf (Côte-Nord) et du fleuve Saint-Laurent ; à 9,7 km au Sud-Ouest du centre-ville de Forestville.
À partir de sa source, la rivière à Philias coule entièrement en zones forestières sur 4,8 km dont 1,7 km vers le Sud-Ouest et le reste de son cours vers le Sud en passant du côté Est d’une montagne, jusqu'à la confluence de la rivière.
La rivière à Philias se déverse dans une courbe de la rive Nord de la rivière Portneuf dans le secteur de Portneuf-sur-Mer, à 1,8 km en amont des Chutes Philias. Cette confluence est située à :
- 8,8 km à l’Ouest de la confluence de la rivière Portneuf et du fleuve Saint-Laurent ;
- 12,6 km au Sud-Ouest du centre-ville de Forestville ;
- 37,4 km au Nord du centre du village des Escoumins ;
- 68,4 km au Nord-Ouest du centre du village de Tadoussac[1].

## Toponymie
Le terme "Philias" constitue un prénom d'origine française.
Le toponyme rivière à Philias a été officialisé le 2 août 1974 à la Banque des noms de lieux de la Commission de toponymie du Québec.